# 根茎蔓龙胆
根茎蔓龙胆（学名：Crawfurdia crawfurdioides var. iochroa）为龙胆科蔓龙胆属下的一个变种。

## 扩展阅读
- 維基物種上的相關：根茎蔓龙胆